# Spruce View
Spruce View is een plaats in centraal Alberta, Canada, in Red Deer County. Het ligt aan de oost-west liggende Highway 54, ongeveer 30 kilometer ten westen van Innisfail.

## Demografie
Spruce View heeft een bevolking van 163, zoals vermeld in de Canadese volkstelling van 2011.

## Bekende Nederlander woonachtig in Spruce View
- Evert van Benthem